# Хомустах (Батагайский наслег)
Хомуста́х (якут. Хомустаах) — село в Усть-Алданском улусе Республики Саха (Якутия) России. Административный центр и единственный населённый пункт Батагайского наслега.

## География
Село находится в центральной части Якутии, в пределах Центральноякутской равнины, на расстоянии примерно 12 километров (по прямой) к западу от села Борогонцы, административного центра улуса.
Климат
Климат характеризуется как резко континентальный. Средняя температура воздуха самого тёплого месяца (июля) составляет 18,7 °C; самого холодного (января) — −42,6 °C. Среднегодовое количество атмосферных осадков составляет 234 мм. Основное количество осадков выпадает в период с апреля по октябрь. Снежный покров держится в течение 225—250 дней в году.
Часовой пояс
Село Хомустах находится в часовой зоне МСК+6. Смещение применяемого времени относительно UTC составляет +9:00.

## Население
| 2002 | 2010 | 2012 | 2013 | 2014 | 2015 | 2016 |
| ---- | ---- | ---- | ---- | ---- | ---- | ---- |
| 639  | ↘542 | ↘524 | ↘503 | ↘477 | ↘476 | ↘473 |
| 2017 | 2018 | 2019 | 2020 | 2021 |      |      |
| ↘465 | ↗473 | ↘469 | ↗470 | ↗475 |      |      |

Половой состав
По данным Всероссийской переписи населения 2010 года в гендерной структуре населения мужчины составляли 48,2 %, женщины — соответственно 51,8 %.
Национальный состав
Согласно результатам переписи 2002 года, в национальной структуре населения якуты составляли 83 %.

## Улицы
Уличная сеть села состоит из десяти улиц.